# BV Van Zijderveld
BV Van Zijderveld is een Nederlandse badmintonclub uit Amstelveen die uitkomt in de Nederlandse eredivisie. Het werd landskampioen in de seizoenen 1998/99 en 2000/01. In 1998 won de club de NBB Cup.
Van Zijderveld werd opgericht in 1971 door Maus Hulisélan en Rob van Zijderveld. In 2000 haalde het de finale van de Europa Cup. Het verloor daarin van Sudring Berlin.

## Erelijst
- Landskampioen 1998/99 en 2000/01
- NBB Cup 1998

## Selectiespelers
Onder meer de volgende spelers speelden in het hoogste team van BV Van Zijderveld:
| - Norbert van Barneveld - Samantha Barning - Brenda Beenhakker - Melissa van den Broek - Linda Chen - Tijs Creemers - Quinten van Dalm - Jordy Halapiry - Jordy Hilbink - Jamie van Hooijdonk | - Dave Khodabux - Robert Kwee - Youri Lapré - Dennis Lens - Rune Massing - Lester Oey - Sanna van Onselder - Tosca Otten - Eric Pang (1x NK) - Selena Piek | - Michèlle Prins - Jorrit de Ruiter - Georgy van Soerland - Joris van Soerland (1x NK) - Iris Tabeling - Maartje Verheul - Josephine Wentholt - Yik-Man Wong - Jürgen Wouters |

NK = Nederlands kampioen enkelspel